# ساوت هند اینتراکتیو
ساوت هند اینتراکتیو (انگلیسی: Southend Interactive)
یک شرکت توسعه بازی های ویدئویی است که در مالمو سوئد قرار دارد.